# Bh (digramme)
Cette page contient des caractères spéciaux ou non latins. S’ils s’affichent mal (▯, ?, etc.), consultez la page d’aide Unicode.
Pour les articles homonymes, voir BH.
Bh (minuscule bh) est un digramme de l'alphabet latin composé d'un B et d'un H.

## Linguistique
- En irlandais, le digramme ‹ bh › correspond à [vʲ] ou [w].

## Représentation informatique
Comme la majorité des digrammes, il n'existe aucun encodage de ‹ bh › sous un seul signe, il est toujours réalisé en accolant un B et un H.

### Unicode
Les caractères Unicode utilisables pour former ce digramme sont :
- Capitale BH : U+0042 U+0048
- Majuscule Bh : U+0042 U+0068
- Minuscule bh : U+0062 U+0068